# Cantonul Champagnac-de-Belair
Cantonul Champagnac-de-Belair este un canton din arondismentul Nontron, departamentul Dordogne, regiunea Aquitania, Franța.

## Comune
- Cantillac
- Champagnac-de-Belair (reședință)
- Condat-sur-Trincou
- La Chapelle-Faucher
- La Chapelle-Montmoreau
- La Gonterie-Boulouneix
- Quinsac
- Saint-Pancrace
- Villars